# Regionalwahl in der Emilia-Romagna 1990

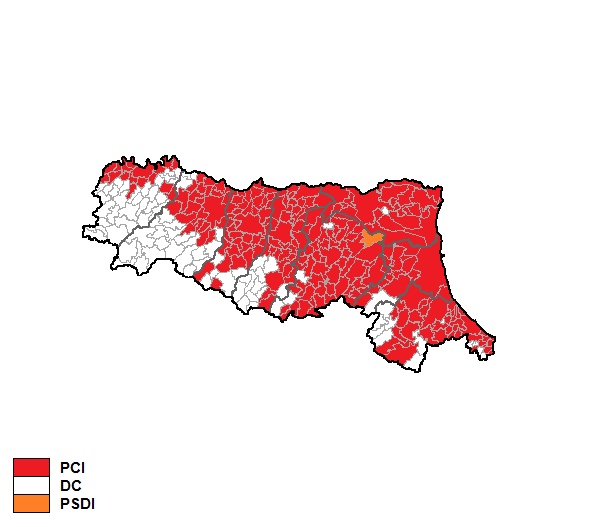
Wahlkreiskarte mit den Mehrheits-Ergebnissen bei der Regionalwahl 1990

Die Regionalwahl in der Emilia-Romagna 1990 fand am 6. und 7. Mai statt.

## Wahlergebnis
| Listen            | Listen                                        | Stimmen   | %    | Mandate |
| ----------------- | --------------------------------------------- | --------- | ---- | ------- |
|                   | Partito Comunista Italiano                    | 1.231.631 | 42,1 | 23      |
|                   | Democrazia Cristiana                          | 683.979   | 23,4 | 13      |
|                   | Partito Socialista Italiano                   | 362.319   | 12,4 | 6       |
|                   | Partito Repubblicano Italiano                 | 140.144   | 4,8  | 2       |
|                   | Lista Verde                                   | 97.676    | 3,3  | 1       |
|                   | Movimento Sociale Italiano – Destra Nazionale | 88.718    | 3,0  | 1       |
|                   | Lega Lombarda – Lega Nord                     | 85.379    | 2,9  | 1       |
|                   | Partito Socialista Democratico Italiano       | 55.244    | 1,9  | 1       |
|                   | Verdi Arcobaleno                              | 46.770    | 1,6  | 1       |
|                   | Partito Liberale Italiano                     | 42.916    | 1,5  | 1       |
|                   | Antiproibizionisti sulla Droga                | 30.365    | 1,0  | –       |
|                   | Democrazia Proletaria                         | 24.146    | 0,8  | –       |
|                   | Caccia Pesca Ambiente                         | 20.540    | 0,7  | –       |
|                   | Partito Pensionati                            | 12.764    | 0,4  | –       |
|                   | Lista Ecologica                               | 5.705     | 0,2  | –       |
| Gesamt            | Gesamt                                        | 2.928.296 | 100  | 50      |
|                   |                                               |           |      |         |
| Ungültige Stimmen | Ungültige Stimmen                             | 162.987   | 5,3  |         |
| Wähler            | Wähler                                        | 3.091.283 | 93,0 |         |
| Wahlberechtigte   | Wahlberechtigte                               | 3.324.575 |      |         |